# Código internacional para la protección de los buques y de las instalaciones portuarias

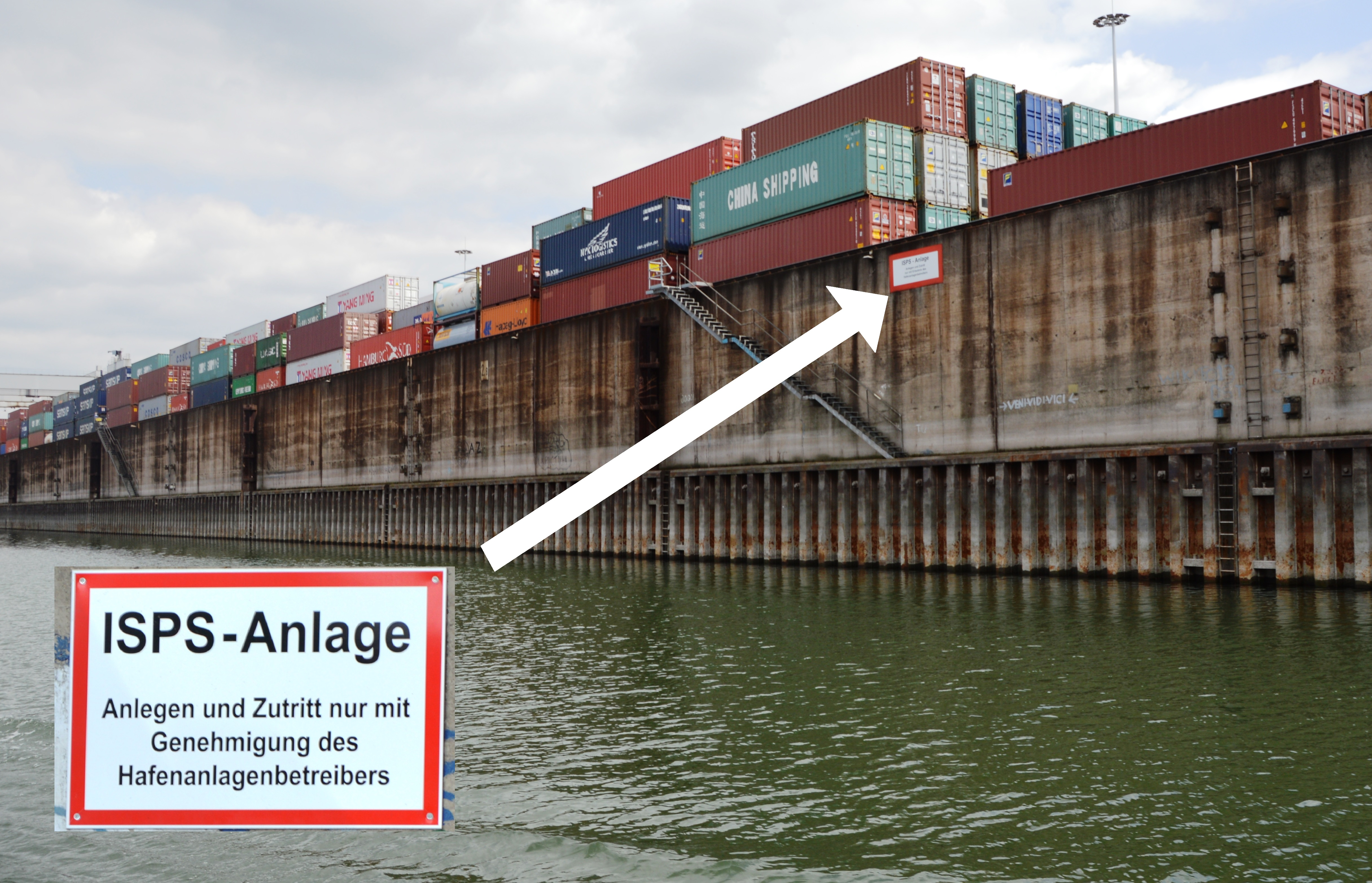
ISPS-cartel en el puerto de Duisburgo

El Código internacional para la protección de los buques y de las instalaciones portuarias, (también conocido como Código ISPS) es un código adoptado por la Organización Marítima Internacional (OMI), para establecer un marco internacional, en el ámbito marítimo, de cooperación para detectar amenazas y adoptar medidas preventivas.
En la reunión de la 22ª Asamblea de la OMI, celebrada en noviembre de 2001 y debido a los atentados del 11 de septiembre y sus consecuencias, se acordó por unanimidad que deberían elaborarse nuevas medidas legislativas relativas a la protección de los buques e instalaciones portuarias. Estas medidas fueron adoptadas en una Conferencia de los Gobiernos Contratantes (GGCC) del SOLAS (Conferencia Diplomática sobre Protección Marítima), en diciembre de 2002, con el nombre de Código Internacional para la Protección de los Buques y de las Instalaciones Portuarias , entrando en vigor en julio de 2004.
Es la primera vez que la OMI elabora normativa que afecta a instalaciones portuarias, aunque solo en lo que respecta a la interfaz buque-puerto.
Estas disposiciones pueden suponer una considerable carga para algunos gobiernos, en la medida que representan un cambio en el enfoque de la seguridad del sector marítimo internacional. Por eso se reconoce la importancia de la cooperación técnica, para ayudar a estos gobiernos a implantar las disposiciones del Código.

## Partes
El Código ISPS está estructurado en dos partes: "Prescripciones Obligatorias" y "Orientaciones".
El código se aplica a buques en viajes internacionales con un arqueo mínimo de 500 TRB, unidades móviles de perforación submarina en alta mar e instalaciones portuarias que presten servicio a tales buques y unidades.
Para la protección de los mismos, el Código ISPS establece un marco de cooperación internacional para detectar amenazas contra la seguridad y adoptar medidas preventivas.
También define funciones y responsabilidades a nivel nacional e internacional, garantiza la recopilación e intercambio de información, ofrece una metodología para efectuar evaluaciones de la protección y garantiza la confianza de que se cuenta con las medidas de protección adecuadas.
Los Gobiernos deben determinar el nivel de protección que se aplica en un momento determinado a los buques e instalaciones portuarias, en función de la información disponible. No obstante, en el momento que el capitán de un buque que opere en un puerto extranjero considere oportuno subir el nivel de protección del buque este podrá llevarlo a cabo. Existen tres niveles de protección:
a) Nivel de protección 1: es el nivel en el cual deberán mantenerse medidas mínimas adecuadas de protección en todo momento
b) Nivel de protección 2: es el nivel en el cual deberán mantenerse medidas adecuadas de protección adicionales durante un periodo de tiempo como resultado de un aumento del riesgo de que ocurra un suceso que afecte a la protección marítima. 
c) Nivel de protección 3: es el nivel en el cual deberán mantenerse más medidas específicas de protección durante un periodo de tiempo limitado cuando es probable o inminente que ocurra un suceso que afecte a la protección marítima, aunque no sea posible determinar el blanco específico.
De acuerdo con las prescripciones del Código ISPS, los buques llevarán a bordo un Plan de Protección del Buque o (PPB) que deberá ser aprobado por la Administración, y operar de acuerdo a él. El plan debe indicar las medidas de protección que se deben de tomar en el buque para poder funcionar de manera permanente en el nivel 1 de protección y, las adicionales que sean necesarias para pasar y operar en los niveles 2 o 3 cuando se requiera.
El Plan contendrá las medidas para evitar la introducción de armas, explosivos, etc., el acceso no autorizado al buque y a zonas restringidas del mismo. De la misma forma se establecen los procedimientos para evaluar las amenazas, verificar las tareas de protección, informar de los sucesos, formar a las personas que intervienen en la prevención (tripulantes, etc.), realizar ejercicios y prácticas, así como responder a las instrucciones que den los gobiernos para el nivel 3 de protección.
Cada instalación portuaria también debe elaborar y mantener un Plan de Protección de la Instalación Portuaria o PPIP, basándose en una evaluación y que comprenderá los tres niveles de protección, que tendrá que ser aprobado por el gobierno, estar redactado en el idioma de trabajo de la instalación y contener, como mínimo, las medidas para evitar que se introduzcan en la instalación portuaria o en los buques armas, sustancias peligrosas para las personas, buque o puerto, o cuyo transporte no esté autorizado, prevenir accesos no autorizados a la instalación, buques o zonas restringidas, garantizar la protección de la carga y equipos para la manipulación de la misma.